# Tribosphenomys
Tribosphenomys és un gènere de rosegadors de la família dels alagòmids. Visqué a Àsia durant el Paleocè superior. Se n'han trobat restes fòssils a Mongòlia i la Xina. Juntament amb la resta de representants d'aquest grup, es considera que són els rosegadors més primitius coneguts. En comparació amb altres rosegadors, Tribosphenomys conserva un paracònid petit a la primera dent molar inferior, un lòbul hipoconúlid diferent de l'm3 i làmines vestibulars grans a les molars superiors.